# Гойхбарг, Александр Григорьевич
Алекса́ндр Григо́рьевич Го́йхбарг (при рождении Абрам (Авраам) Герцович Гойхбарг; 1883, Галузинцы, Летичевский уезд, Подольская губерния — 1962, Москва) — российский социал-демократ, впоследствии большевик, юрист, советский государственный деятель, профессор Московского университета (1919), главный создатель Гражданского кодекса РСФСР 1922 года.

## Биография
В 16 лет уехал из родительской семьи в Житомир, где зарабатывал репетиторством, занимался самообразованием и в 1899 году поступил в VI класс 2-й Житомирской мужской гимназии. В одном классе 2-й Житомирской мужской гимназии вместе с Гойхбаргом в 1899—1900 годы учился Александр Гликберг — будущий поэт Саша Черный. Окончил гимназию в 1902 году, сдав на отлично все выпускные экзамены и получив золотую медаль «за постоянно отличное поведение и прилежание» и за «отличные успехи в науках, в особенности же в математике». Живя в Житомире, Гойхбарг получил первый опыт подпольной революционной деятельности — посещал социал-демократический рабочий кружок и в итоге сам стал вести в нем занятия — занимался с членами кружка изучением общественно-политических вопросов и чтением нелегальной марксистской литературы.
Поступил на юридический факультет Киевского университета Святого Владимира, проучился там два года. Все это время А. Гойхбарг был членом нелегальной студенческой революционной организации, вступил в киевскую группу «Союза освобождения» (конституционалистов). В октябре 1904 года Гойхбарг вместе с другими университетскими активистами, в числе которых был и А. Я. Вышинский, также учившийся в киевском Университете Святого Владимира, участвовал в организации студенческой антивоенной сходки, приуроченной к приезду в Киев генерал-лейтенанта В. Г. Глазова, назначенного министром народного просвещения. На сходке была принята резолюция, содержавшая требования о необходимости свержения самодержавия, немедленного прекращения войны и созыва всенародного учредительного собрания на основе всеобщего, равного, прямого и тайного избирательного права. К участникам сходки были применены различные взыскания, и Гойхбарг был исключён из университете «без права поступления и в другие высшие учебные заведения». Покинув университет, он полностью перешёл на подпольную партийную работу в местной социал-демократической организации, принял активное участие в подготовке вооруженного выступления солдат саперных частей киевского гарнизона («восстание саперов»), которым руководил Ф. Н. Петров.
Весной 1906 года Гойхбарг приехал в Санкт-Петербург и осенью того же года поступил на юридический факультет Императорского Санкт-Петербургского университета. Во время учёбы работал в канцелярии Государственной думы в социал-демократической фракции. В 1910 году окончил юридический факультет Петербургского университета с дипломом первой степени, был оставлен там же для подготовки к профессорскому званию. Одновременно с 1910 года работал помощником присяжного поверенного, с 1914 года присяжным поверенным и присяжным стряпчим.
С 1914 года состоял приват-доцентом кафедры гражданского права юридического факультета Санкт-Петербургского университета, магистр гражданского права. Читал курс гражданского права на Петроградских высших коммерческих курсах М. В. Побединского, преподавал на Высших женских курсах и в Петроградском институте высших коммерческих знаний.
В 1915 году фамилия Гойхбарга была включена в издававшийся С. А. Венгеровым «Критико-биографический словарь русских писателей и учёных».
В 1904—1917 годах — член РСДРП (меньшевик). После Октябрьской революции стал большевиком. Был сотрудником и членом редакции газеты «Новая жизнь». С начала 1918 года работал в Наркомюсте: являлся членом Коллегии НКЮ и заведующим Отделом кодификации и законодательных предположений. Перевёл на русский язык сочинения Каутского, письма Карла Маркса к члену Интернационала Кугельману.
Гойхбарг принимал ближайшее участие в кодификации советского брачного, семейного и опекунского права и был вдохновителем всего советского законодательства. 4 ноября 1918 года он докладывал на заседании ВЦИК о проекте Кодекса законов о браке. Председательствовал в комиссии по разработке КЗоТ 1918 года.
Ещё в своих довоенных лекциях по семейному праву для Высших женских курсов сетовал на подчинённое положение женщины в царском Своде законов и призывал к обеспечению действенного равноправия полов. По формулировке Гойхбарга, одной из задач коммунистического строя является замена частной, индивидуальной, родительской заботы о детях без всяких изъятий общественной заботой о них. Организация государственной опеки, по его мнению: 

…должна показать родителям, что общественный уход за детьми даёт гораздо лучшие результаты, чем частный, индивидуальный, ненаучный и нерациональный уход отдельных «любящих», но не обладающих теми силами, средствами, способами, приспособлениями, какими обладает организованное общество. Она должна отучить родителей от той узкой и неразумной любви к детям, которая выражается в стремлении держать их около себя, не выпускать из ограниченного круга семьи.
25 сентября 1919 года присутствовал на собрании центральных агитаторов и пропагандистов РКП(б) в помещении московского комитета, когда там произошёл взрыв. 
Профессор юридико-политического отделения МГУ (1919), председатель правового отделения (1923—1925), профессор кафедры частного права (1921—1925) факультета общественных наук. Профессор факультета советского права (1925—1931) МГУ.
Осенью 1919 года  А. Г. Гойхбарг и его гражданская жена З. Р. Теттенборн были направлены на Восточный фронт, получив назначение в политотдел 5-й армии Восточного фронта. В 1919—1920 годах был членом Сибревкома и заведующим юридическим отделом Сибревкома в Омске, а также постоянным сотрудником газеты «Советская Сибирь». Выступал обвинителем на процессе против министров Российского правительства, который проходил с 20 по 30 мая 1920 года в Омске.
В октябре 1920 года ЦК РКП(б) отозвал А. Г. Гойхбарга из Омска в Москву. В 1921 года по предложению В. И. Ленина был назначен председателем Малого Совнаркома. Возглавлял комиссию по подсчёту убытков, причинённых Советской России войной и международной блокадой. Председателем комиссии сначала был В. Г. Громан, а затем — А. Г. Гойхбарг. В мае—октябре 1922 года Гойхбарг был привлечен к обсуждению Закона о трудовом землепользовании и Земельного кодекса РСФСР. В июне—июле 1923 года участвовал в обсуждении проекта Гражданского процессуального кодекса РСФСР, который закреплял принципы гласности, публичности судопроизводства, диспозитивности, объективного и всестороннего рассмотрения дела.
В 1924—1931 годы неоднократно выезжал за границу — как на отдых, так и в научные командировки — в Австрию, Бельгию, Великобританию, Германию, Италию, Францию, Чехословакию. В 1930—1940-х годах — на юрисконсультской работе в Наркомате внешней торговли, преподавал во Всесоюзной академии внешней торговли.
С 1 сентября 1943 года по 28 февраля 1945 года работал в Институте права АН СССР. В 1944 году Гойхбаргу была присуждена учёная степень доктора юридических наук  (по совокупности работ, без защиты диссертации). До осени 1946 года преподавал в Московском финансовом институте. 
В 1947 году был арестован по обвинению в антисоветской агитации. После заключения врачебной комиссии от 10 января 1948 года, в котором указали, что Гойхбарг страдает маниакально-депрессивным психозом с параноидной окраской и нуждается в стационарном лечении, Гойхбарг был отправлен на судебно-психиатрическую экспертизу в институт им. Сербского для определения его вменяемости. В институте имени Сербского сделали вывод (акт судебно-психиатрической экспертизы от 20 января 1948 года), что Гойхбарг является психопатической личностью с параноидальным развитием, осложнённым артериосклерозом головного мозга; в результате Гойхбарг был признан невменяемым. Решением ОСО НКВД его отправили на принудительное лечение. С января 1948 года по декабрь 1955 года находился на принудительном лечении в Казанской тюремной психиатрической больнице. Вернулся в Москву в феврале 1956 года. Ему была назначена персональная пенсия.
Урна с прахом захоронена в колумбарии Донского кладбища.

## Адреса в Москве
- 1-й Дом Советов, размещавшийся в гостинице «Националь» (№128)
- 1-й Дом Совнаркома (бывшая усадьба Е.И.Козицкой)
- 4-й Дом Советов (ул. Воздвиженка 4/7), где до 1918 года находилась гостиница «Петергоф», принадлежавшая Российскому обществу застрахования капиталов и доходов
- улица Станкевича, 16/4
- 3-я Фрунзенская улица, 9

## Семья
Сын от первого брака — Григорий Абрамович Гойхбарг.
Второй брак (с 1911) — Вера Агапитовна Виноградова (1888—1976), с которой развёлся в ноябре 1918 года. Сыновья — Игорь Александрович (Аркадьевич) Крупенников (1911—2013), Лев Александрович (Аркадьевич) Крупенников (1916—1952).
Гражданский брак (до 1920-х годов) — Зинаида Ричардовна Тетенборн (1893—1975), одна из первых российских женщин-цивилистов, адвокат, член коллегии защитников. Член РСДРП(б) с 1917 года. Участвовала в подготовке первых советских кодексов, в том числе КЗоТ. Во втором браке вышла замуж за Мерэна (Мерена) Георгия Яковлевича (1890—1938). Была репрессирована.
Брат — Давид Герцович Гойхбарг (Аграновский), будучи студентом Киевского универистета, был в 1907 году арестован в Виннице по делу обвиняемых в принадлежности к Украинскому социал-демократическому союзу «Спілки» и хранении нелегальной литературы (18 января 1907 —– 19 октября 1910); в 1901 году в Варшаве привлекался к дознанию другой его брат Янкель Герцович Гойхбарг (1879—?).

## Сочинения
- Закон о расширении прав наследования по закону лиц женского пола и права завещания родовых имений. СПб: юридический книжный склад «Право», 1912.
- Закон о праве застройки. СПб: Юридический книжный склад «Право», 1913.
- Единое понятие страхового договора. Петроград: Юридический книжный склад «Право», 1914.
- Источники договорного страхового права. Петроград: Юридический книжный склад «Право», 1914.
- Землевладение и землепользование подданных враждебных держав и немецких выходцев. Петроград: Юридический книжный склад «Право», 1915—1916.
- Исполняйте законы Советской Республики! 1919.
- Пролетариат и право: Сборник статей. М.: Народный комиссариат юстиции, 1919.
- Брачное, семейное и опекунское право Советской республики. 1920.
- Советское земельное право. 1921.
- Хозяйственное право РСФСР. М., 1923;
- Сравнительное семейное право. М., 1927;
- Очерки хозяйственного права. М., 1927;
- Курс гражданского процесса. М., 1928;
- Стратегические ресурсы гитлеровской Германии на исходе. 1942.
- Канада. М.: Госполитиздат, 1942.